# Cratere Saha
Saha è un grande cratere lunare di 103,34 km situato nella parte sud-occidentale della faccia nascosta della Luna.